# Ammassalik
Ammassalik és una població de Groenlàndia i també el nom de l'illa Ammassalik. Anteriorment Ammassalik era un dels dos municipis de l'ara extint comtat de Tunu, l'altre municipi era Illoqqortoormiut (més al nord). l'any 2005 Ammassalik tenia 3.031 habitants.
El centre administratiu de l'extint municipi municipi era a Tassilaq.
El Museu d'Ammassalik es troba a l'antiga església. És un museu sobre la cultura local que es va inaugurar l'any 1990.